# Quercus intricata
Quercus intricata es una especie arbórea de la familia de las fagáceas. Está clasificada en la Sección Quercus, que son los robles blancos de Europa, Asia y América del Norte. Tienen los estilos cortos; las bellotas maduran en 6 meses y tienen un sabor dulce y ligeramente amargo, el interior de la bellota tiene pelo. Las hojas carecen de una mayoría de cerdas en sus lóbulos, que suelen ser redondeados. 

## Descripción
Quercus intricata es un arbusto perennifolio que forma matorrales y alcanza un tamaño de entre los 0,5 a los 3 metros de altura. La corteza es gris y escamosa, áspera. Las ramas son delgadas, de color amarillento y grisáceo tomentoso, convirtiéndose en marrón oscuro. Las gemas son pubescentes al principio, redondeadas, de color marrón oscuro, entre 1 a 1,5 mm de largo. Las hojas miden 1-2,5 por 0,5-1 cm, elípticas y oblongas, muy gruesas, correosa, no rugosas, a veces convexas, márgenes ondulados, muy revolutas, enteras o con algunos dientes cortas (menos de 2 mm de largo). El ápice es agudo, base redondeada, de color verde brillante por encim , con pelos blancos estrellados, de color amarillento tormentoso gris o plateado por debajo, convirtiéndose en ocasiones glabrescente. El peciolo de 2-3 mm, tomentoso. Las flores salen durante la primavera. Las bellotas miden 1 cm de diámetro, de color marrón claro, solas o en parejas. Las copas de las bellotas son subsésiles o cortamente pedunculadas (hasta 1,5 cm de largo), con escamas, sin pelo, que cubre casi la totalidad de la nueva . Maduran al cabo de 1 año y con cotiledones diferentes.

## Distribución
Tiene un área muy restringida de crecimiento, desde los 1500 a los 2500 metros en México crece en los estados de Coahuila, Nuevo León, Durango y Zacatecas. En Estados Unidos crece en Texas (Sierra de Chisos, Parque nacional Big Bend).

## Taxonomía
Quercus intricata fue descrita por William Trelease y publicado en Contributions from the United States National Herbarium 23(2): 185–186. 1922.
Etimología
Quercus: nombre genérico del latín que designaba igualmente al roble y a la encina.
intricata: epíteto latíno que significa "enredado".
Sinonimia
- Quercus intricata Trel. 1924, non Trel. 1922
- Quercus intricata f. angusta Trel.
- Quercus intricata f. erratica Trel.
- Quercus intricata f. ovata Trel.
- Quercus microphylla var. crispata A. DC.[5][6]